# Lucia Terzani
Lucia Terzani, nota anche come Lucia da Torgiano (Torgiano, 1380 – Milano, 1461), è stata l'amante del condottiero Muzio Attendolo Sforza e madre di Francesco Sforza, il primo Duca di Milano della famiglia Sforza, succeduto al suocero nel governo dello Stato.

## Biografia

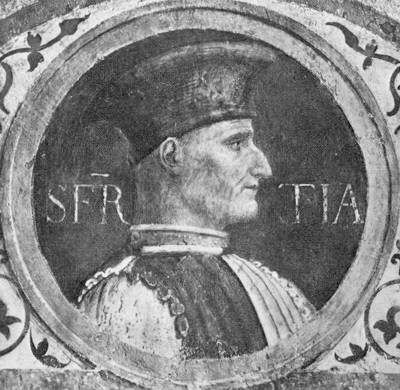
Muzio Attendolo Sforza, amante di Lucia Terzani

È passata alla storia per essere stata la concubina del condottiero Muzio Attendolo Sforza, dal quale ebbe otto figli:
- Francesco Sforza (Cigoli 1401 – 1466), signore e duca di Milano;
- Elisa (Cigoli 1402 – Caiazzo 1476), sposò nel 1412 Leonetto Sanseverino dei signori di Caiazzo;
- Alberico (1403 – Aversa 1423);
- Antonia (1404 – Milano 1471), sposò nel 1417 Ardizzone da Carrara dei signori di Padova e poi nel 1442 Manfredo da Barbiano;
- Leone (Castelfiorentino 1406 – Caravaggio 1440), condottiero nell'esercito di Francesco Sforza. Sposò nel 1436 Marsobilia, figlia di Corrado III Trinci, ultimo signore di Foligno;
- Giovanni (Cotignola 1407 – Pavia 1451), condottiero nelle armate del fratello Francesco, governò i suoi domini nel Regno di Napoli dal 1432, governatore di Ascoli, signore di Fabriano e Teramo. Sposò nel 1419 Lavinia Lavello;
- Alessandro Sforza (Cotignola 1409 – Torre Fossa 1473), primo signore di Pesaro;
- Orsola (Cotignola 1411 – 1460 circa) monaca clarissa.

Successivamente al 1411 sposò Marco da Fogliano, della nobile famiglia di Reggio, che si trovava al servizio di Muzio Attendolo Sforza e dal quale derivò la casata Sforza-Fogliani. Nacquero tre figli:
- Corrado da Fogliano (1420 circa – 1470), condottiero al servizio di Francesco Sforza, sposò Gabriella Gonzaga, figlia naturale di Ludovico III Gonzaga, secondo marchese di Mantova[3];
- Rinaldo da Fogliano (1411 circa – 1445), fu al servizio di Francesco Sforza e ricoprì la carica di governatore di Ascoli[1];
- Bona Caterina, sposò Troilo de Muro[1].

Lucia visse gli ultimi anni della sua vita  a Milano presso la corte del figlio Francesco Sforza.